# Hanna Konopka
Hanna Stanisława Konopka (ur. 5 czerwca 1949, zm. 18 października 2015 w Białymstoku) – polska historyk dziejów najnowszych, profesor nauk humanistycznych. Specjalizowała się w dydaktyce historii, historii oświaty i relacjach państwo-Kościół.

## Życiorys
W 1996 na Wydziale Nauk Humanistycznych Katolickiego Uniwersytetu Lubelskiego na podstawie dorobku naukowego i rozprawy pt. Religia w szkołach Polski Ludowej. Sprawa nauczania religii w polityce państwa 1944–1961 uzyskała stopień naukowy doktora habilitowanego nauk humanistycznych w zakresie historii, specjalność: historia najnowsza. 29 stycznia 2015 prezydent RP nadał jej tytuł naukowy profesora nauk humanistycznych. 
Była profesorem nadzwyczajnym Uniwersytetu w Białymstoku w Instytucie Historii Wydziału Historyczno-Socjologicznego. Była profesorem w Wyższej Szkole Administracji Publicznej im. Stanisława Staszica w Białymstoku, w której wcześniej zajmowała stanowisko rektora.
Jej doktorantem był m.in. dr hab. Jan Mironczuk.

## Wybrane publikacje
- 17 lat nauczania religii w Polsce Ludowej (wybór dokumentów), Białystok: Wydaw. Uniwersytetu w Białymstoku, 1998.
- Bezpieczeństwo edukacji, edukacja dla bezpieczeństwa, Białystok: Wydawnictwo Prymat Mariusz Śliwowski, 2013.
- Być przedsiębiorczym. Scenariusze lekcji, Białystok: Wyższa Szkoła Administracji Publicznej, cop. 2002.
- Edukacja europejska. Ścieżka edukacyjna dla gimnazjum, Warszawa: „Graf-Punkt”, 2000.
- Edukacja historyczna w polskich szkołach powszechnych 1918–1939, Białystok: Dział Wydawnictw Filii UW, 1987.
- Problemy edukacji historycznej i obywatelskiej młodzieży w latach 1918–1939. Zbiór studiów, Warszawa: Centralny Ośrodek Metodyczny Studiów Nauk Politycznych, 1986.
- Religia w szkołach Polski Ludowej. Sprawa nauczania religii w polityce państwa (1944–1961), Białystok: Dział Wydawnictw Filii UW, 1995.
- Wiedza o społeczeństwie. Wychowanie obywatelskie w gimnazjum. Przewodnik metodyczny i program nauczania, Warszawa: „Graf-Punkt”, 1999.
- Wychowanie do aktywnego udziału w życiu gospodarczym dla gimnazjum. Przewodnik metodyczny i program nauczania, Warszawa: „Graf-Punkt”, 2000.